# Pyroleptomysis rubra
Pyroleptomysis rubra är en kräftdjursart som beskrevs av H. Wittmann 1985. Pyroleptomysis rubra ingår i släktet Pyroleptomysis och familjen Mysidae. Inga underarter finns listade i Catalogue of Life.